# Salzburg
Salzburg (avstrobavarsko Soizbuag, zastarelo slovensko tudi Solnogradec) je prestolnica istoimenske avstrijske zvezne dežele in obenem kot največje mesto v njej tudi edino s posebnim statutom. S 157.000 prebivalci (2024) je za Dunajem, Gradcem in Linzem četrto največje mesto v Avstriji. Je tudi sedež Salzburške nadškofije (ene od dveh avstrijskih rimskokatoliških nadškofij in metropolij), Mozarteuma in Univerze v Salzburgu, ter leta 1990 ustanovljene Evropske akademije znanosti in umetnosti, ki je tudi ustanoviteljica mednarodne univerze Alma Mater Europaea. Za mesto, ki leži v salzburški kotlini so značilni mestni hribi in reka Salzach, ki teče skozi središče mesta. Severozahod statutarnega mesta Salzburg meji na Freilassing v Nemčiji (Bavarska, okrožje Berchtesgadener Land), ostalo mestno območje Salzburg-okolica je splošno znano kot Flachgau.
Leta 488 se je na istem mestu začel propad rimskega mesta Iuvavuma. Salzburg je bil leta 696 na novo ustanovljen kot sedež škofije in 798 kot sedež nadškofije. Glavni viri dohodka so bili pridobivanje soli in trgovanje, včasih pa tudi pridobivanje zlata. Trdnjava Hohensalzburg izvira iz 11. stoletja. Je eden največjih srednjeveških grajskih kompleksov v Evropi in simbol mesta. Od 17. stoletja so nadškof Wolf Dietrich in njegovi nasledniki mesto imeli za rezidenco. V tem času so na jugu mesta postavili tudi dvorec Hellbrunn s parkom, vodnimi značilnostmi in drevoredi. Najbolj znan Salzburžan je skladatelj Wolfgang Amadeus Mozart, ki se je tu rodil leta 1756, zato mesto nosi vzdevek Mozartstadt; letališče pa se imenuje Salzburg Airport W. A. Mozart. 
Zgodovinsko središče mesta je od leta 1996 na seznamu Unescove svetovne dediščine.
Danes je Salzburg pomembno sejemsko in kongresno mesto s številnimi trgovskimi in storitvenimi podjetji ter učinkovito turistično območje. Poleg tega je mesto mednarodno pomembno zaradi Salzburškega festivala in si prislužil tudi vzdevek Festivalsko mesto. Mesto Salzburg zaradi svoje primerne lege tvori jedro čezmejne dežele EuRegio Salzburg - Berchtesgadener – Traunstein. Je tudi prometno vozlišče za eno najpomembnejših cestnih in železniških poti zahod-vzhod ter čezalpsko območje v Evropi (München – Dunaj – Budimpešta, Salzburg – Beljak / Villach – Videm / Udine).
V Salzburgu se je šolal znani slovenski protestant Primož Trubar.

## Zgodovina

### Zgodnja zgodovina in bavarsko obdobje
Območje mesta je bilo nenehno poseljeno že od neolitika. V obdobju La Tène je bil upravno središče keltskih Alumov v  Noriškem kraljestvu. Po rimski invaziji leta 15 pr. n. št. je prebivalstvo na mestnih hribih raslo in se preselilo na območje starega mesta v skladu z rimskim urbanističnim načrtovanjem. Novo mesto je bilo pod cesarjem Klavdijem Municipium Claudium Iuvavum eno najpomembnejših mest v zdaj rimski provinci Noricum. Po opustitvi province Norikum leta 488, na začetku preseljevanja narodov, je del romanokeltskega prebivalstva ostal na območju. V 6. stoletju so deželo prevzeli Bavarci. Škof Rupert je ostanke rimskega mesta dobil v dar od vojvode Teodoja II. Bavarskega okoli leta 696 za služenje državi na vzhodu in jugovzhodu. Obnovil je samostan sv. Petra in ustanovil benediktinsko ženski samostan Nonnberg. Dežela Salzburg in okraji so na Bavarskem kmalu dobili vse večji vpliv in moč zaradi cvetočega rudarjenja soli in obsežnega misijonarskega dela. 
Leta 996 je Salzburg od cesarja Otona III. dobil pravico do trženja, kovnice in cestnine, med letoma 1120/30 je v dokumentih omenjen mestni sodnik. Najstarejši znani mestni zakon izvira iz leta 1287 .

### Rezidenca knezo-nadškofa
Od bitke pri Mühldorfu leta 1322 je bila nadškofija sovražna do matične države Bavarske. Posledično je Salzburg v Svetem rimskem cesarstvu postal samostojna knezo-nadškofija. Gospodarski razcvet mesta v 15. stoletju je privedel do samozavestne buržoazije z vse večjimi pravicami in dolžnostmi. Nadškof Leonhard von Keutschach, ki je bil gospodarsko zelo uspešen, je to avtonomijo silovito končal. Nekaj let po izdaji tez Martina Luthra je bila večina mestnega prebivalstva blizu protestantizmu, do leta 1590 so bili neomajni protestanti vsi izgnani iz dežele. Kritika nadškofove avtoritarne moči se je pod Keutschachom še povečevala. Leta 1525 so uporni rudarji in kmetje oblegali trdnjavo Hohensalzburg, v katero se je zatekel nadškof Matthäus Lang von Wellenburg. Šele s pomočjo vojakov, ki jih je kupila Švabska federacija, so se uporniki umaknili. Knezo-nadškofija je bila ena najbogatejših kneževin v rimsko-nemškem cesarstvu okoli leta 1600 zaradi pridobivanja soli in zlata. Takrat je nadškof Wolf Dietrich von Raitenau preuredil staro mestno jedro .
Veliko poznoromansko stolnico je Markus Sittikus porušil in obnovil v zgodnjem baročnem slogu.
Nadškof Paris Lodron je s pametno politiko nevtralnosti uspel Salzburg ubraniti pred tridesetletno vojno (1618–1648). Mesto se je razvilo v eno najbolj utrjenih mest v Evropi. 
Salzburg je kmalu postal središče protireformacije, zgrajeni so bili samostani, semenišče in številne baročne cerkve, velik del prebivalcev je bil združen v laična bratstva. V letih med 1675 in 1690 so se v Salzburgu odvijali čarovniški procesi, zaradi katerih so usmrtili več kot 150 ljudi. Večina jih je bila otrok in mladostnikov.
Leta 1732 se je bila pod nadškofom Leopoldom Antonom von Firmianom večina protestantov, ki so ostali v državi, prisiljena izseliti (Salzburški izgnanci).
Salzburg je v letih 1772 do 1800, pod nadškofom Hieronimom Franzem Josefom Colloredoom von Wallseejem in Melsom postal osrednja točka poznega razsvetljenstva, v katerem sta cvetela znanost in umetnost.

### Del Avstrije
Leta 1803 je Salzburg z Napoleonovim ukazom postal posvetno volilno telo, leta 1805 skupaj z Berchtesgadnom del novega Avstrijskega cesarstva in leta 1810 pridružen Kraljevini Bavarski. Leta 1800, 1805 in spet 1809 so Salzburg zasedle in ga oropale Napoleonove čete.
Leta 1816 je dežela Salzburg večinoma spet pripadla Avstrijskemu cesarstvu in s tem prišla pod habsburško oblast. Salzburg je bil sprva nepomembno zgornjeavstrijsko okrajno mesto, v katerem se je poleg nekaj gostov v toplicah izgubilo le še nekaj slikarjev in pisateljev. Toda te so očarale lepote mesta in njihova poročila so Salzburg vse bolj oznanjala kot destinacijo za turiste. 30. aprila 1818 je izbruhnil požar, ki je pustošil po mestu štiri dni. Uničeno je bilo približno sto hiš. Rušenje mestnih utrdb se je začelo leta 1860 in je služilo predvsem kot gradbeni material za novogradnje. Istega leta je Salzburg praznoval odprtje železnice Dunaj - Salzburg in Salzburg - München. Ta je zagotovila močno rast mesta in omogočila razcvet trgovine in obrti.
Konec prve svetovne vojne je Salzburgu prinesel tudi čas lakote, gospodarstvo je le postopoma okrevalo.
Med letoma 1935 in 1939 so bile mestu priključene različne sosednje vasi. Od leta 1938, v času nacističnega režima, so bili politični nasprotniki, Judje in druge manjšine aretirani in deportirani. Gospodarsko življenje so ohranjali vojni ujetniki. 1944 / 45 so ameriške letalske bombe poškodovale velik del mesta. Polkovnik Hans Lepperdinger je mesto leta 1945 rešil tako, da je odklonil ukaze in ga brez boja izročil Američanom. Salzburg je bil po vojni sedež visokega poveljstva ZDA. V prvih povojnih letih je mesto zaznamovala beda beguncev. Stanovanja v barakah so šele postopoma nadomestile gradnje novih okrožij. Leta 1962 je bila ponovno ustanovljena univerza, ki je bila leta 1810 razpuščena. V obdobju, ki je sledilo, je Salzburg postal gospodarsko uspešno trgovsko, sejemsko in turistično mesto.

## Geografija

### Lega
Mesto Salzburg leži na severnem robu Alp, sredi Salzburške kotline. Zgodovinsko staro mestno jedro ob reki Salzach, meji s trdnjavo in Mönchsbergom ter njegovim zahodnim podaljškom Rainbergom.
Vzhodno od starega mestnega jedra se dvigata na desnem bregu reke Kapuzinerberg in mali Bürglstein, na jugu mesta sta Hellbrunner Berg in Morzger Hügel, zahodno od okrožja Altliefering je hrib Grafenhügel. Na jugozahodu meji na 1973 m visok Untersberg, povezan z gondolo. Pokrajino na zahodu obvladujejo Hohe Stauffen in na jugu salzburške apneniške Alpe z gorami Göll, Hagengebirge in Tennengebirge. Na vzhodu 1288 m visoka mestna gora Gaisberg in skupina Osterhorn tvorita mejo salzburške kotline. Severno od mesta vznožje Plainberga z romarsko baziliko Maria Plain sega do mestnega območja. Severovzhodno hribovita pokrajina Flachgau sega do alpskega predgorja, Haunsberg pa je zadnje predgorje Alp. Zaprti poplavni pas ob rekah Salzach in Saalach sega na severu v urbano območje.
Poplavni gozd zahodno od reke Saalach in Hügelland za njim, Högl, že spadata v okrožje Berchtesgadener Land na Bavarskem. Na severozahodu bavarski Freilassing, ločen samo z reko Saalach, meji na okrožje Salzburg Liefering-Rott.
Altstadt - staro mesto - v Salzburški kotlini leži na nadmorski višini med 420 do 426 m. Najvišja točka v mestnem območju je Gaisbergspitze s 1288 m, ustje Saalach ob vznožju nasipa je najnižje s 404 m. Površina občine je 65,68 km², od tega 2238 hektarjev stavbnih zemljišč (34,0 %), 503 ha prometnih površin (7,7 %), 1080 ha gozda (16,5 %) in 342 ha vode (5,2 %).

### Upravna delitev
Mesto je razdeljeno na 24 okrožij in tri podeželska območja, ne glede na zgodovinske katastrske skupnosti. Zgodovinsko jedro mesta je staro mestno jedro na levi in desni strani reke Salzach (okrožje Salzburger Altstadt), na katerega se navezujeta stari srednjeveški predmestji Mülln in Nonntal.
Okrog leta 1900 je bilo zahodno od starega mesta zgrajeno okrožje Riedenburg. Andräviertel (Neustadt) je nastalo na območju porušenih bastijonov in vojašnic. Okrožje Elisabeth-Vorstadt je bilo zgrajeno zahodno od glavne železniške postaje. Okrožje Lehen se je razvilo v severnem delu Müllna.
Okrožja Aigen, Parsch, Itzling in Gneis so bila zgrajena predvsem po letu 1900. Nekoč samostojne vasi, poznejša predmestja Maxglan na zahodu, Liefering na severozahodu, Gnigl na vzhodu in Morzg na jugu, so v medvojnem obdobju postala okrožja. V tem času se je postopoma oblikoval neprekinjen poselitveni pas vzdolž Moosstraße v Leopoldskron-Moos.
Po letu 1950 je bil Salzburg-Süd z deli Josefiau, Herrnau in Alpensiedlung najmlajše naselje. Okrožja Langwied, Kasern, Taxham in Schallmoos prav tako izvirajo iz sredine 20. stoletja kot podaljški starih mestnih vasi, prav tako okrožje Itzling Nord na severu kot mlado naselje, ki se brez težav povezuje s poselitvenim območjem občine Bergheim. Južno od Gneisa sta enako mladi, majhni naselji Eichethofsiedlung in Birkensiedlung. Združeni so pod imenom Gneis Süd. Južno od letališča je okrožje Maxglan West, ki vključuje Kendlersiedlung in majhne nekdanje zaselke Pointing and Loig. Naselje Kendler se nadaljuje v Glansiedlung, ki že pripadajo občini Wals-Siezenheim. Skupine hiš Pointing and Loig se povezujejov Walser Himmelreich. Zunaj poselitvenih območij v mestnem območju Salzburga so zaprta krajinska območja Hellbrunn, pa tudi Gaisberg in Heuberg ob vznožju mestnega hriba Gaisberg.

### Podnebje
| Mesec                         | Jan | Feb | Mar | Apr | Maj | Jun | Jul | Avg | Sep | Okt | Nov | Dec | Leto |
| ----------------------------- | --- | --- | --- | --- | --- | --- | --- | --- | --- | --- | --- | --- | ---- |
| Povpr. visoke (°C)            | 2   | 3   | 9   | 13  | 18  | 21  | 23  | 22  | 20  | 13  | 7   | 2   | 13   |
| Povpr. nizke temperature (°C) | -4  | -3  | ?   | 3   | 8   | 10  | 12  | 12  | 10  | 5   | ?   | -3  | 4    |
| Dni padavin                   | 8   | 7   | 6   | 7   | 8   | 9   | ?   | 9   | 9   | 8   | 7   | 8   | ?    |
| Vir: Weatherbase              |     |     |     |     |     |     |     |     |     |     |     |     |      |

## Gospodarstvo
Mesto Salzburg je gospodarsko središče regije, ki sega na severu do Zgornje Avstrije in na zahodu do bavarskih okrožij. Je gospodarski motor države. Ekonomska moč mesta, merjena z bruto dodano vrednostjo celotne zvezne dežele Salzburg, je približno 43 %. Leta 2001 je bilo tu 8838 podjetij s skupno 100.055 zaposlenimi na 10.210 posameznih delovnih mestih. Leta 2001 je bilo v Salzburgu zaposlenih 10.729 več delavcev kot deset let prej, kar pomeni 12-odstotno povečanje. Število delovnih mest se je od leta 1991 do leta 2001 povečalo za 24,8 %, z 8182 na 10.210. Salzburg ima izrazito strukturo malih podjetij.
Kar nekaj zaposlenih v Salzburgu so dnevni vozači. 44.082 ali 57 % zaposlenih v Salzburg prihaja iz Flachgaua, 13 % iz Tennengaua. 9 % prihaja iz preostale Gau v Salzburgu. Iz Zgornje Avstrije - zlasti iz okrožij Braunau in Vöcklabruck - tu dela več kot 14 % prebivalcev, ki niso Salzburžani, iz ostalih zveznih dežel 7 %. Delež zaposlenih, ki se vozijo iz Salzburga je 15.027 ljudi, večina jih dela v mestnih podjetjih v Flachgauu.

### Podjetja
Salzburg je sedež znanih mednarodnih podjetij. Največje trgovinsko podjetje v Salzburgu je Porsche Holding s skupnim prometom v višini 22,4 milijarde EUR v letu 2017. Dejaven je pri uvozu, izvozu in trgovini z motornimi vozili ter pri upravljanju zemljišč in nepremičnin.
Na drugem mestu je SPAR Österreichische Warenhandels AG z 10,88 milijardami EUR. Podjetje je eno vodilnih avstrijskih podjetij na področju trgovine z živili ter pri razvoju in delovanju trgovskih centrov.
Največje in najstarejše avstrijsko stavbno društvo je Wüstenrot Versicherungs-AG. Pomembni sta dve podjetji za uvoz motornih vozil BMW Austria in Mercedes-Benz Austria.
Največji špediter v Salzburgu je Lagermax Lagerhaus und Speditions AG, ki poleg prevoza blaga ponuja paketne storitve, logistiko vozil in ekspresne storitve.
Največja zasebna pivovarna v Avstriji je pivovarna Stiegl. Ustanovljeno je bilo v starem mestu leta 1492, v okrožju Maxglan pa že od leta 1863. Leta 2005 je bila pivovarna Stiegl razširjena in posodobljena.
Z Unito Shipping & Services globalno deluje Otto Group v Salzburgu. Drugo največje avstrijsko gradbeno podjetje Porr ima podružnico v Salzburgu, v kateri so zastopana tudi druga podjetja iz skupine, kot je Teerag-Asdag.

### Turizem
Turizem je pomemben gospodarski dejavnik za mesto. Z več kot tremi milijoni prenočitev v letu 2017 se za Dunajem uvršča na drugo mesto. Naraščajoči kongresni in sejemski turizem ter nove letalske povezave so naklonjeni temu razvoju.
Skupni turistični promet v mestu Salzburg znaša približno 800 milijonov evrov. Delež turizma v lokalnem bruto nacionalnem proizvodu naj bi znašal približno 20 %. Turizem v mestu zagotavlja več kot 8000 delovnih mest.
Čeprav le 5,6 % prebivalstva Salzburga dela v turističnem sektorju, so njegovi učinki na druge storitvene panoge, predvsem pa na trgovino, veliki. Festival ima skupno gospodarsko korist v višini približno 276 milijonov EUR in zaposluje približno 5000 delovnih mest. Poleg festivala, k privlačnosti Salzburga prispevajo še Mozartov teden, Velikonočni festival, Binkoštni festival in baročno in salzburško adventno petje. Poleg tega so magnet za obiskovalce trdnjava Hohensalzburg (okoli 1,14 milijona obiskovalcev), Mozartova rojstna hiša in prebivališče (okoli 500.000 obiskovalcev) in dvorec Hellbrunn (okoli 300.000 obiskovalcev). Sistem sejmov in kongresov je pomemben tudi za turizem mesta, saj vodi do boljšega izkoriščanja nastanitvenih zmogljivosti zunaj glavne sezone. 

### Grb
Grb prikazuje na rdečem polju srebrno mestno obzidje, katerega stranski deli segajo v perspektivo, na srednjem delu pa so mestna vrata z odprtimi krili in dvignjenimi dvižnimi vrati; za mestnim obzidjem je šesterokotni srebrni stolp z zlato streho, ki ga obdajata dva ožja, nižja, vitka srebrna okrogla stolpa z zlato poudarjenimi strehami.
Najstarejša ohranjena upodobitev salzburškega grba je na mestnem pečatu iz leta 1249 in se je v tej obliki uporabljal do 15. stoletja. Današnji grb je nadaljnji razvoj poznogotskega tipa mestnih pečatov, ki se je pojavil pozneje. Če se je pred nekaj leti uporabljal zelo podroben grb, se danes uporablja visoko stiliziran.

## Znamenitosti
Unesco je na seznam svetovne dediščine 5. decembra 1996 vpisal celotno Zgodovinsko središče mesta Salzburg (Altstadt), Neustadt, Mülln, Mönchsberg in Kapuzinerberg, pa tudi dele Nonntala.

### Cerkve in samostan
Najstarejši obstoječi samostan na nemško govorečem območju je samostan sv. Petra s kolegijsko cerkvijo. Benediktinski ženski samostan Nonnberg je najstarejši stalno delujoči ženski samostan na svetu s kolegijsko cerkvijo Nonnberg. Prva baročna cerkev severno od Alp, Salzburška stolnica tudi stolnica sv. Ruperta in Virgila, je bila zgrajena med letoma 1614 do 1628. Pomembna je Kolegienkirche, glavno delo baročnega mojstra graditelja Johanna Bernharda Fischerja von Erlacha. Dreifaltigkeitskirche, Markuskirche in Johannsspitalkirche sta bile prav tako zgrajene po Erlachsovih načrtih. Cerkve, ohranjene v gotskem slogu v Salzburgu so še frančiškanska cerkev in bolnišnična cerkev sv. Blazija. Stare, pozneje barokizirane cerkve so Michaelskirche, Imbergkirche in župnijska cerkev Mülln. Kajetanerkirche in Erhardkirche b Nonntalu je v obdobju baroka zasnoval Giovanni Gaspare Zuccalli.

### Trdnjava Hohensalzburg
Najstarejši deli trdnjave Hohensalzburg izvirajo iz leta 1077, ko se je med začetkom investiturnega spora nadškof Gebhard, ki je bil zvest papežu, poskušal zaščititi pred četami, zvestimi cesarju. Obzidje okoli gradu je bilo obnovljeno v obdobju prvih kmečkih uporov in prve grožnje s strani Turkov v letih 1465–1485, okrepil pa ga je nadškof Leonhard von Keutschach okoli leta 1500. Grad je opremil z veličastnimi knežjimi sobami in zgradil Reisszug, najstarejšo ohranjeno vzpenjačo na svetu. Paris Lodron je srednjeveški grad razširil v trdnjavo in mu zagotovil močno zunanje obzidje s topniškimi bastijoni. Zgradil je bastijone Hasengrabentorbastei, Hasengrabenbasteien in dva Nonnbergbasteiena in tako imenovano Katze - kazemato močno okrepil. Trdnjava je eden največjih gradov v Evropi z več kot 7000 m², vključno z bastijoni z več kot 14.000 m² pozidane površine.

### Dvorci in druge palače
V obdobju manierizma in baroka je več salzburških knezo-nadškofov na obrobju mesta postavilo veličastne poletne rezidence. Najstarejši je dvorec Freisaal, ki ga je leta 1549 kot vodni grad zgradil nadškof upravitelj princ Ernst Bavarski.
Wolf Dietrich von Raitenau je zgradil 1606-1607 dvorec Mirabell, prvotno dvorec Altenau, kot podeželsko hišo. Markus Sittikus von Hohenems je imel velik dvorec Hellbrunn z urejenim vrtom, zgrajenim med letoma 1613 in 1615. Gradnja dvorca Klessheim na severozahodu mesta, ki jo je začel knezo-nadškof Johann Ernst von Thun, se je nadaljevala še po smrti Leopolda Antona von Firmiana. Naslednik Johanna Ernsta, knez Franz Anton von Harrach, je prekinil delo na dvorcu Kleßheim in namesto tega dal znanemu baročnemu mojstru Johannu Lucasu von Hildebrandtu nalogo, da razširi dvorec Mirabell v izrazito baročno palačo. Leopold Anton von Firmian je dvorec Leopoldskron zgradil z velikim grajskim ribnikom zase in za nečaka. 
Grajski park dvorca Hellbrunn vzdolž Hellbrunner Allee sega od zelenega prostora Freisaal proti jugu do dvorca in parka. Vzdolž Hellbrunner Allee so majhne plemiške palače, ki so bile zgrajene kmalu po dokončanju dvorca Hellbrunn in ki sestavljajo krajinski vrt. Kajzerburg spominja na graditelja Hauptmanna Kayserja. Dvorec Herrnau je ime dobil po travnikih in gozdovih Herren-Au. Ime Lasserhof izhaja iz družine Lasser. Dvorec Emslieb in dvorec Emsburg na jugu drevoreda spominjata na soustvarjalca teh palač, knezo-nadškofa Markusa Sittikusa von Hohenemsa. 
Dvorec Aigen je star podeželski grad ob vznožju Gaisberga, katerega skoraj naravni grajski park je bil znan po svojih izvirih od 17. do začetka 20. stoletja. Majhne rezidence na Mönchsbergu so Johannesschlössl in Marketenderschlössl. Gradovom podobne utrdbe so Franziskischlössl na Kapuzinerbergu, ki jih je zgradil Paris Lodron in stari grad Neuhaus na Kühbergu.
Druge posebnosti med posvetnimi zgradbami so stara in nova rezidenca s kariljonom; v slednji je Salzburški muzej. Velja omeniti staro univerzo, ki ima sacellum in velik avditorij, pa tudi zelo staro mestno hišo. Nasproti stare univerze sta festivalska dvorana s šolo jahanja in skakanja. Tam je tudi Sigmundstor, najstarejši cestni predor v Avstriji. Edmundsburg je na Mönchsbergu.

### Zgodovinski center mesta
Rojstna hiša Wolfganga Amadeusa Mozarta je v osrednjem delu Getreidegasse, ki je že zgodaj igrala pomembno vlogo v trgovini. Druge ulice in trgi v starem mestu so Domplatz z Mariensäule, Kapitelplatz in Kapitelgasse ter Residenzplatz z vodnjakom. Ogledati si je treba tudi Mozartplatz z Mozartovim spomenikom in spomenik PLAGE-anti-WAA, Waagplatz, Alte Markt s Florianovim vodnjakom, Sigmund-Haffner-Gasse in pripadajoči mali Rathausplatz. Kaigasse, Krotachgasse in Pfeifergasse na levi strani reke Salzach ter Steingasse in Linzer Gasse na strani Neustadta so tudi ohranile svoj zgodovinski značaj. Griesgasse med Anton-Neumayr-Platzom in mostom, Judengasse in Herrengasse so prav tako pomembni deli starega mesta.
Mestni arhiv je maja 2018 predstavil seznam več kot 60 ulic in trgov z nacističnimi imeni. 46 od njih nosi imena vidnih članov NSDAP.

## Arhitektura

### Romanska in gotska
Romanske in gotske cerkve, zgodnje samostanske stavbe in pollesene hiše so dolgo oblikovale srednjeveško mesto. Pod škofom Konradom III. okrašena triladijska stolnica je bila največja bazilika severno od Alp v tistem času. Dvoranski kor frančiškanske cerkve, ki ga je začel Hans von Burghausen, dokončal pa ga Stephan Krumenauer, je eno najprestižnejših del južne nemške mestne gotike. Šele proti koncu gotskega obdobja so postavili kolegijsko cerkev Nonnberg, Margarethenkapelle v Petersfriedhofu, Georgskapelle in velike dvorane v visokem nadstropju trdnjave Hohensalzburg.

### Renesančna in baročna
Wolf Dietrich von Raitenau, ki ga je navdihnil Vincenzo Scamozzi, je začel s preobrazbo srednjeveškega mesta v mesto, oblikovano po arhitekturnih idealih pozne renesanse, Nemški Rim. Ogromna stavba stolnice Vincenza Scamozzija zaradi padca knezo-nadškofa ni bila nikoli izvedena. Naslednja stolnična stavba pod vodstvom Santina Solarija je bila prva zgodnja baročna cerkvena zgradba v Salzburgu. Precej drugih cerkvenih zgradb je bilo na južnonemško-avstrijskem območju prelomnih. Markus Sittikus in Paris Lodron sta nadaljevala obnovo mesta s pomembnimi deli, kot so dvorec Hellbrunn, knežja rezidenca, univerzitetna zgradba, obzidje in številne druge zgradbe. Giovanni Antonio Daria je v imenu Guidobalda von Thuna vodil gradnjo velikega rezidenčnega vodnjaka. Giovanni Gaspare Zuccalli je od istega nadškofa dobil naročilo, naj ustvari Erhardkirche in Kajetanerkirche na jugu starega mesta.
Prenovo mesta so dokončale stavbe Johanna Bernharda Fischerja von Erlacha pod knezo-nadškofom Johannom Ernstom von Thunom. Potem se je nadaljnja širitev mesta upočasnila, zato niso bile zgrajene cerkve v rokokoju. Sigismund grof Schrattenbach je dal zgraditi predor Sigmundstor in Marijin kip na Domplatzu. Z delitvijo nekdanje knezo-nadškofije Salzburg na Zgornjo Avstrijo, Bavarsko (Rupertigau) in Tirolsko (Zillertal, Matrei na Vzhodnem Tirolskem) se je začelo dolgo obdobje zastoja mestnega razvoja.

### Klasična in povojna arhitektura
V Salzburgu je veliko zgradb klasičnega modernizma in zlasti povojnega modernizma. Primeri tega so Zahnwurzenhaus (hiša v Linzer Gasse 22 v desnem starem mestnem jedru), kopališče v Leopoldskronu (zgrajeno leta 1964) in prvotna kongresna hiša, zgrajena leta 1957, ki je od takrat dobila novo stavbo. Velika festivalska dvorana Clemensa Holzmeistra, ki se je odprla leta 1960, je izjemno priljubljena.

### Sodobna arhitektura
V starem mestu je pomembno sodobno arhitekturo težko uresničiti, ne da bi izgubili zgodovinsko podobo. Kljub temu je tu nova stavba Mozarteuma neposredno ob baročnem Mirabellgarten (arhitektura: Robert Rechenauer), Unipark Nonntal (arhitektura: Storch Ehlers Partner - nagrajen z nagrado Salzburg za arhitekturo 2012), na novo zgrajen leta 2001 Makartsteg (arhitektura: Halle1) ali bivalna in studijska hiša arhitektov Christine in Horsta Lechnerja v Priesterhausgasse (nagrada za arhitekturo 2010) na območju Unescove svetovne dediščine in ohranjanja starih mest. Še posebej sporna je termoelektrarna Mitte na meji zavarovanih območij.
V zadnjih letih so se pojavljale prevladujoče moderne zgradbe tudi zunaj starega mesta: na primer stavba Naravoslovne fakultete (arhitektura: Wilhelm Holzbauer) kot del celotne prenove Univiertel Nonntal / Akademiestraße in Neue Mitte Lehen (arhitekturna dvorana 1), ki združuje to okrožje. Nov zagon dajejo primeri sodobne arhitekture, ki jo je motiviralo urbanistično načrtovanje v Salzburgu. Kompleksna steklena zgradba Hangar-7 (arhitektura: Volkmar Burgstaller) na letališču Salzburg ali Europark (arhitektura: Massimiliano Fuksas) v Taxhamu, sta med gospodarsko uspešnimi modernističnimi zgradbami v Salzburgu.
Poleg tega obstajajo tudi eksperimentalni pristopi sodobne arhitekture na Salzburg Bauakademie skupine soma. Primer sodobne tehnične arhitekture je hidroelektrarna Sohlstufe Lehen, ki sta jo zgradila Max Rieder in Erich Wagner v neposredni bližini spomenika svetovne dediščine v kiparski obliki in leta 2014 prejela evropsko nagrado za betonske zgradbe. 
- Stanovanje v Leopoldskron
- Hangar-7 ponoči
- Stanovanje in atelje Lechner v Altstadt
- Unipark Nonntal, Univerza Salzburg
- Mestna knjižnica
- Obnova in razširitev Bauakademie Salzburg

## Znane osebnosti
- Stefan Zweig
- Wolfgang Amadeus Mozart
- Christian Andreas Doppler
- Hans Makart
- Joseph Mohr

## Pobratena mesta
Salzburg je pobraten z:
- Reims, Grand Est, Francija, od 1964
- Verona, Benečija, Italija, od 1973
- León, Nikaragva, od 1984
- Singida, Tanzanija, od 1984
- Busseto, Emilija - Romanja, Italija, od 1988
- Vilna, Litva, od 1989
- Dresden, Nemčija, od 1991[23]
- Kawasaki, Japonska, od 1992
- Meran, Trentinsko - Zgornje Poadižje, Italija, od 2000
- Šanghaj, Kitajska, od 2004
- Jahrom, Iran, od 2019